# Міхаель Мюллер
Міхаель Мюллер (нім. Michael Müller; нар. 9 грудня 1964, Західний Берлін) — німецький політик, член СДПН, керівний бургомістр Берліну з 11 грудня 2014 року до 21 грудня 2021 року.

## Життєпис
Міхаель Мюллер народився в окрузі Темпельгоф, здобув середню освіту 1982 року. В 1983—1986 роках отримав професійну торгову освіту. До 2011 року працював друкарем на сімейному підприємстві батька Юргена Мюллера в Ной-Темпельгофі.
1981 року Мюллер вступив до Соціал-демократичної партії Німеччини. В 1989—1996 роках був депутатом окружних зборів Темпельхофа, очолював фракцію. У 2000—2004 роках Мюллер обіймав посаду голови районного відділення СДПН по округу Темпельгоф-Шенеберг. З 1996 року Міхаель Мюллер обирався до Палати депутатів Берліна, а з червня 2001 по листопад 2011 року був головою фракції СДПН у цьому органі.
1 грудня 2011 року ввійшов до складу уряду Клауса Воверайта. 11 грудня 2014 року змінив на посаді бургомістра Берліну Клауса Воверайта, незадовго до цього знову очоливши депутатську фракцію СДПН у Палаті депутатів. Під його проводом СДПН перемогла на виборах до берлінського ландтагу 2016 року.
Одружений, має двох дорослих дітей.